# Selección de voleibol de China
La selección de voleibol de China es el equipo de voleibol que representa a la República Popular de China en las competiciones de selecciones nacionales masculino.
En los Juegos Olímpicos ha participado en 2 ediciones, 1984 y 2008. En el Campeonato Mundial estuvo presente en 13 ediciones.
En el Campeonato Asiático fue 3 veces campeón.